# Viaduc de Bellegarde-sur-Valserine (autoroutier)
Cet article concerne le viaduc autoroutier emprunté par l'A40. Pour le viaduc routier emprunté par la RD 991, voir Viaduc de Bellegarde-sur-Valserine (ancien).
Le viaduc de Bellegarde-sur-Valserine, est un viaduc autoroutier emprunté par l'A40 (au km 97), pour franchir le Rhône. Il est situé à proximité de Bellegarde-sur-Valserine, entre  l'Ain et la Haute-Savoie, en France. C'est un pont à poutres cantilever de hauteur variable, en structure de type poutre-caisson.

## Présentation

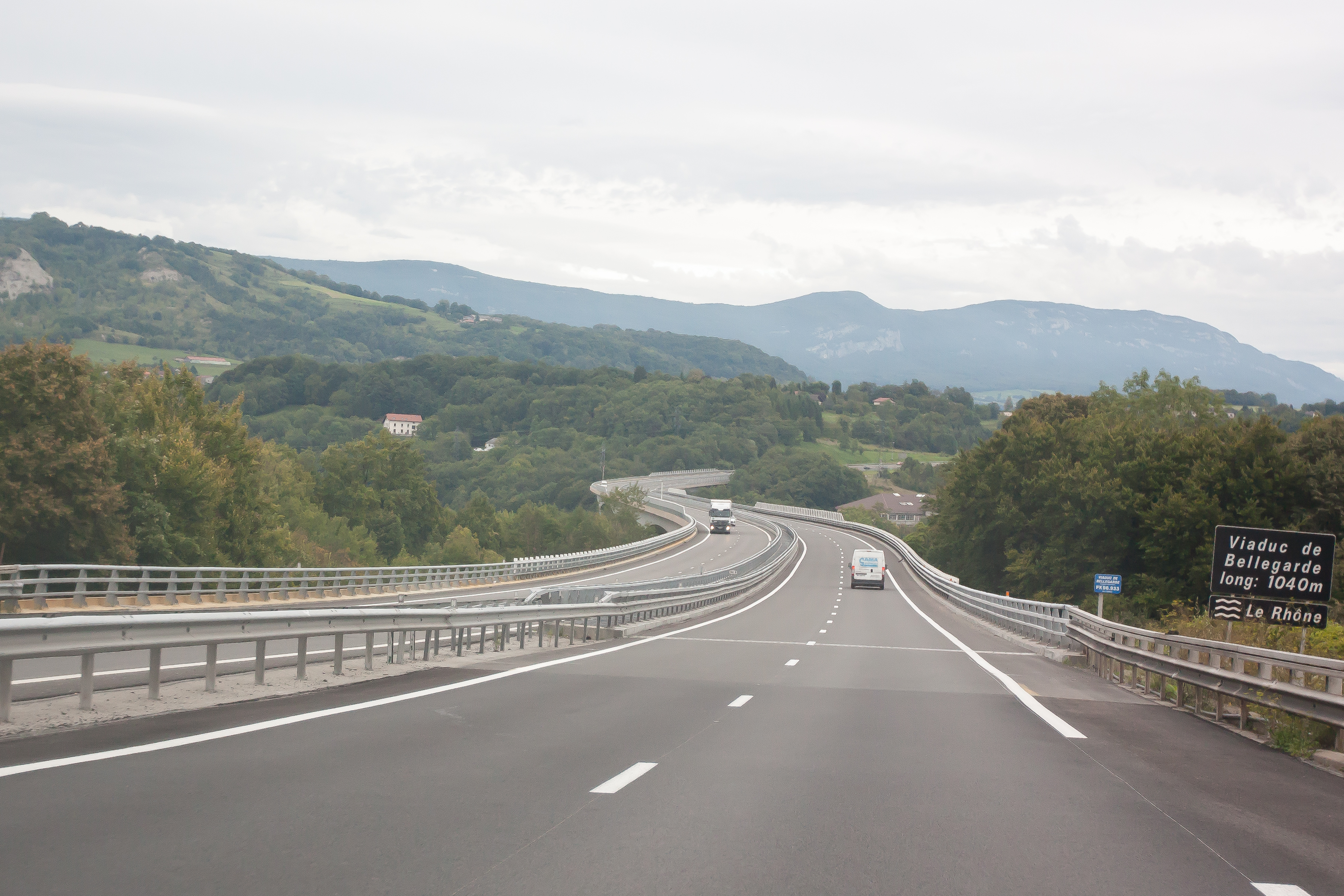
Vue des tabliers du viaduc depuis la chaussée dans le sens Macon - Genève.

Construit entre 1980 et 1982, le viaduc mesure 1 055 mètres pour une portée principale de 130 mètres.